# Edward Charles Howard
Edward Charles Howard FRS (Darnall, 28 de maio de 1774 — 28 de setembro de 1816) foi um químico britânico.
Filho mais novo de Charles Howard, foi descrito como o primeiro engenheiro de eminência.
Foi eleito em janeiro de 1799 Membro da Royal Society e recebeu em 1800 a Medalha Copley, por seu trabalho sobre mercúrio. Descobriu o Fulminato de mercúrio (II), um poderoso explosivo primário. Em 1813 inventou um método de refinar açúcar com o aquecimento do caldo de cana não em uma panela aberta, mas em um vaso de pressão fechado, aquecido por vapor e mantido em vácuo parcial. Com pressão reduzida a água ferve a menor temperatura, e assim o procedimento de Haward economizou óleo e reduziu a quantidade de açúcar perdido por caramelização. O invento, conhecido como "panela a vácuo de Howard", ainda é usado atualmente.
Howard também era interessado na composição de meteoritos, especialmente meteoritos ferrosos. Ele descobriu que muitos destes continham uma liga de níquel e ferro não encontrada na terra, e assim eles podem ter caído do céu. Um tipo de meteorito é conhecido como howardite.